# Мурованка
Мурованка (Бистрик) — річка в Україні, у Бердичівському районі Житомирської області, ліва притока Роставиці, (басейн Дніпра).

## Опис
Довжина річки 23 км, похил річки — 1,2 м/км. Формується з правої притока Яр Баришів, багатьох безіменних струмків та водойм. Площа басейну 146 км².

## Розташування
Бере початок у селищі Лебединське. Тече переважно на південний схід і на західній околиці селища Ружин впадає в річку Роставицю, ліву притоку Росі. 
Населені пункти вздовж берегової смуги: Мала Чернявка, Малі Низгурці, Роставиця, Бистрик.